# Tháp chùa Việt Nam

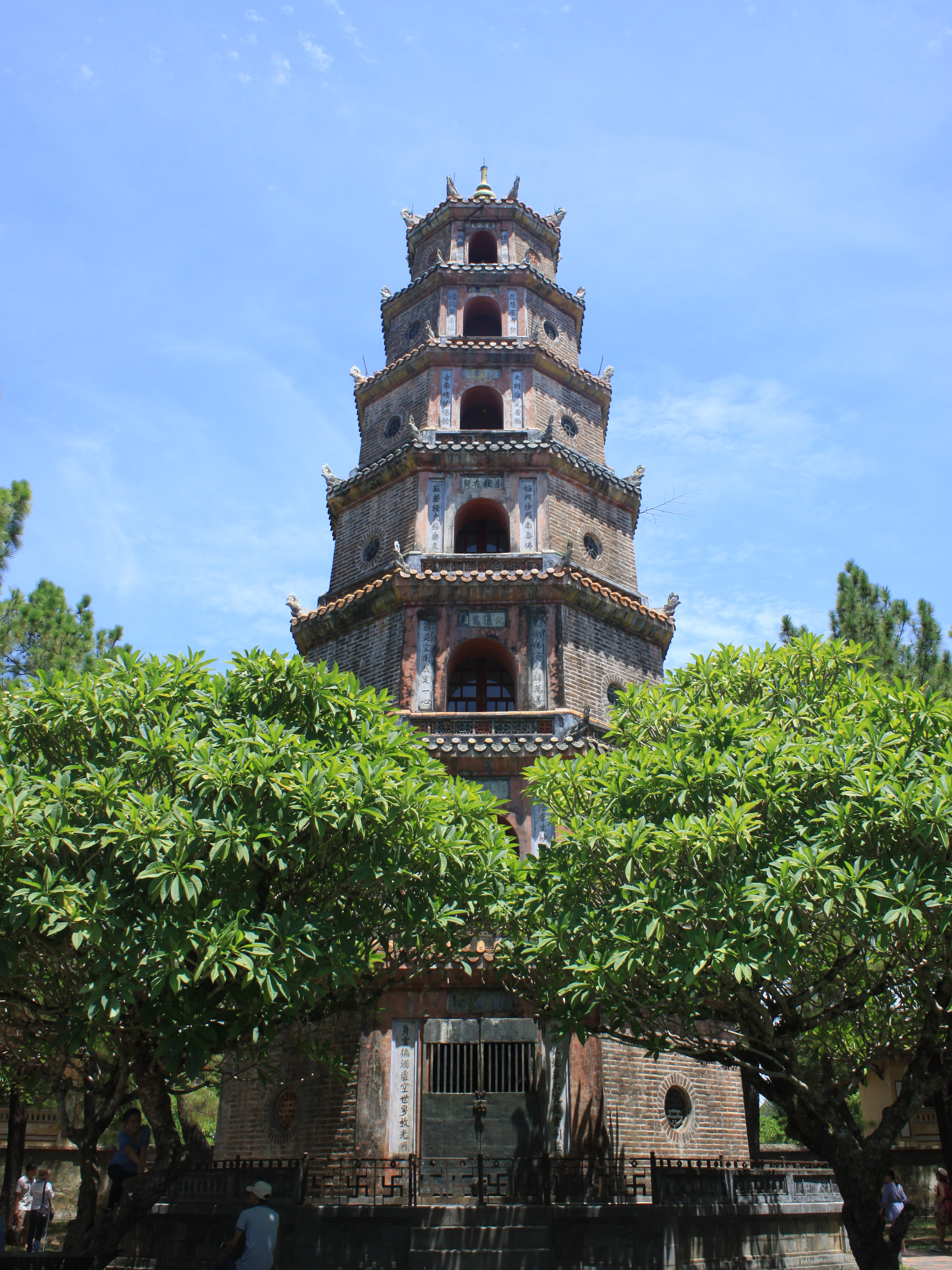
Tháp Phước Duyên ở chùa Thiên Mụ đã trở thành một trong những công trình biểu tượng của thành phố Huế

Tháp chùa Việt Nam là những công trình tháp được đặt tại các ngôi chùa Việt Nam. Cùng với quá trình đạo Phật du nhập vào Việt Nam, tháp trở thành một bộ phận không thể tách rời trong các ngôi chùa Việt. Trong khoảng hai nghìn năm, từ thời kì Phật giáo bắt đầu vào Việt Nam cho đến thời hiện đại, hình thức và ý nghĩa tôn giáo của ngôi tháp đã thay đổi và trở nên vô cùng đa dạng, phong phú. Nhiều ngôi tháp đã trở thành những tác phẩm nghệ thuật giá trị, di tích lịch sử quan trọng và biểu tượng văn hóa nổi bật của Việt Nam.

## Nguồn gốc và ý nghĩa

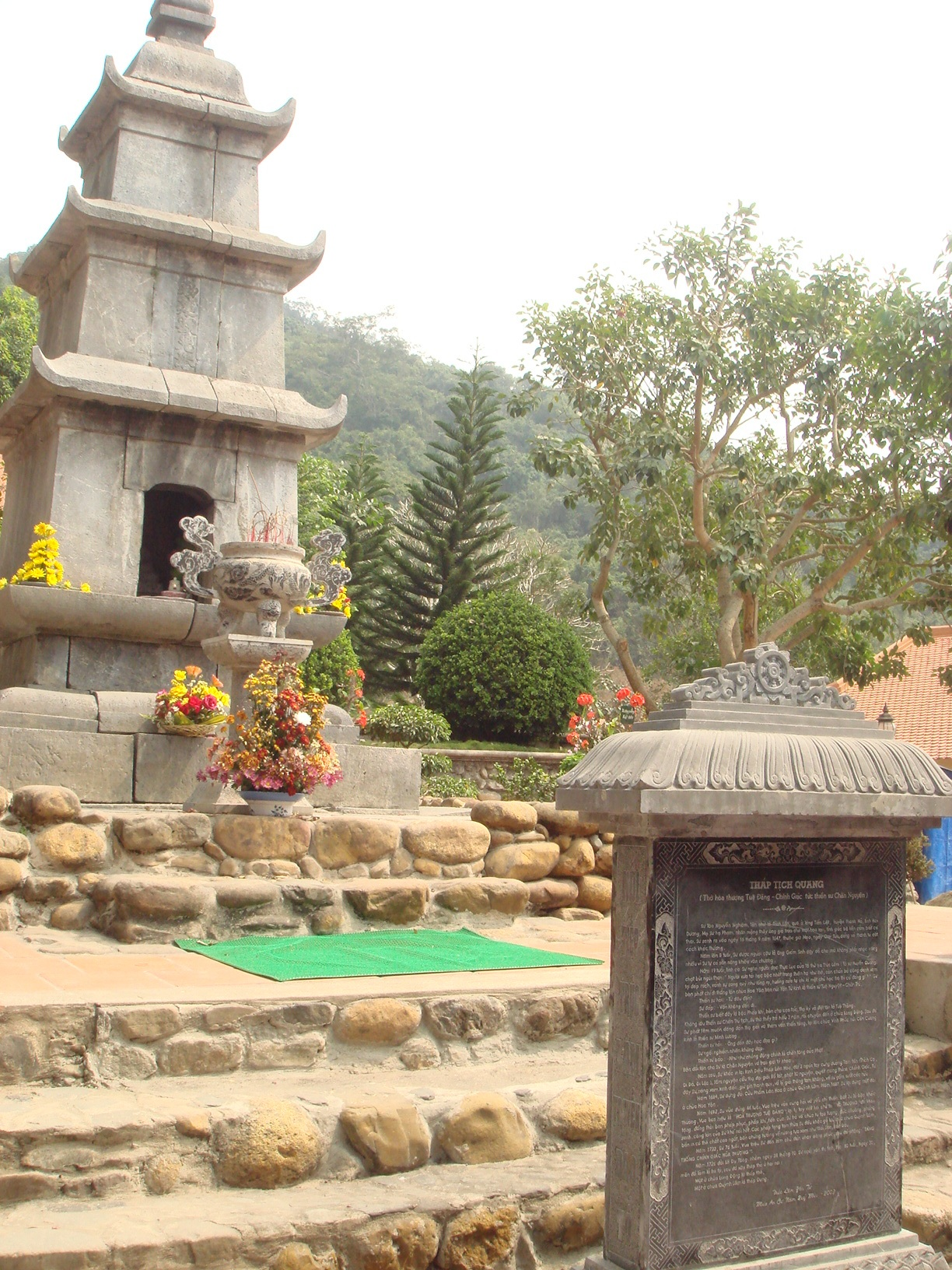
Tháp Tịch Quang ở chùa Lân thờ thiền sư Chân Nguyên

## Khái quát tháp chùa tại Việt Nam

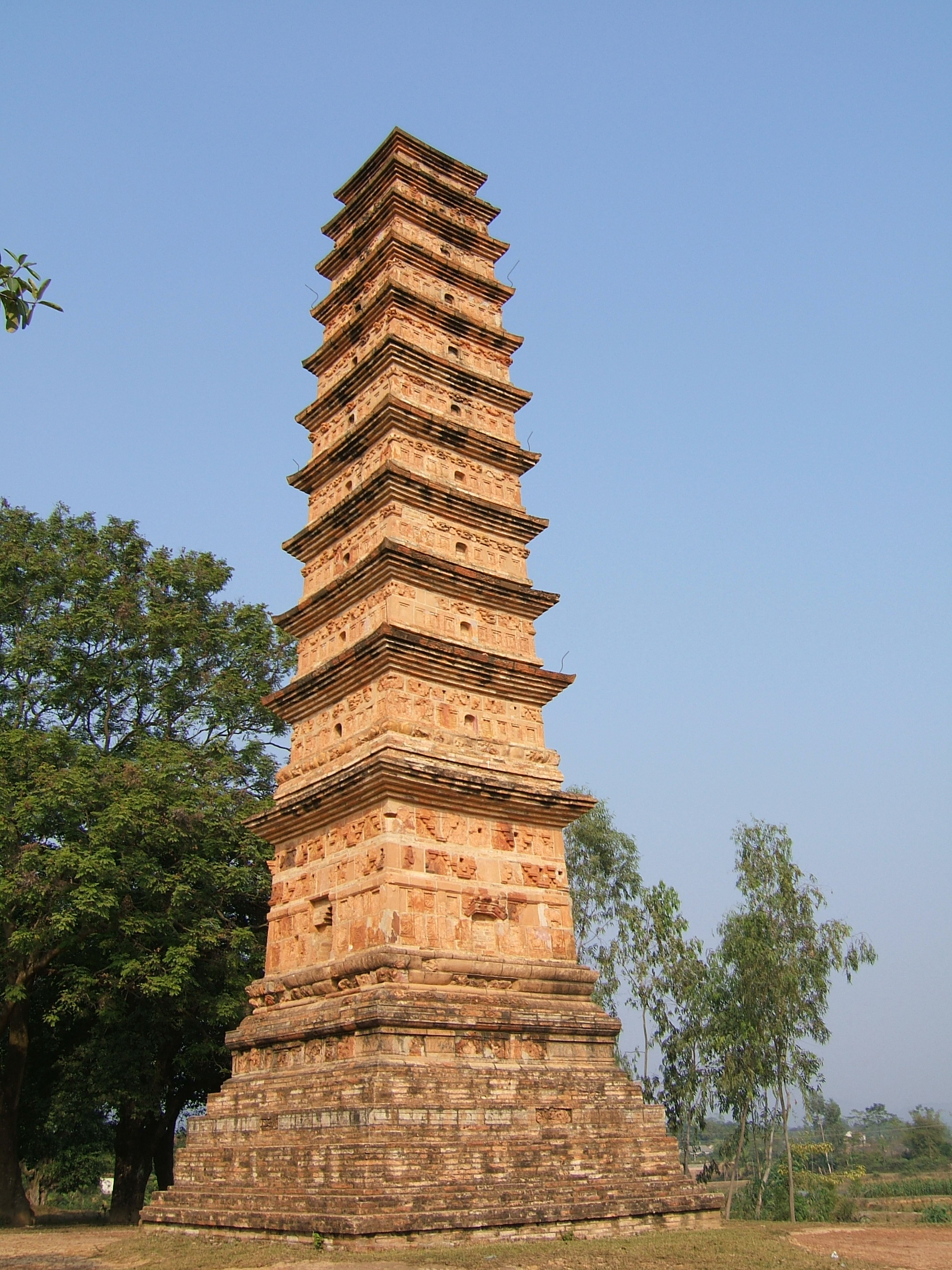
Tháp Bình Sơn là một trong số rất ít tháp còn lại nguyên bản từ thời Trần

## Trước thời kỳ độc lập đến hết nhà Tiền Lê

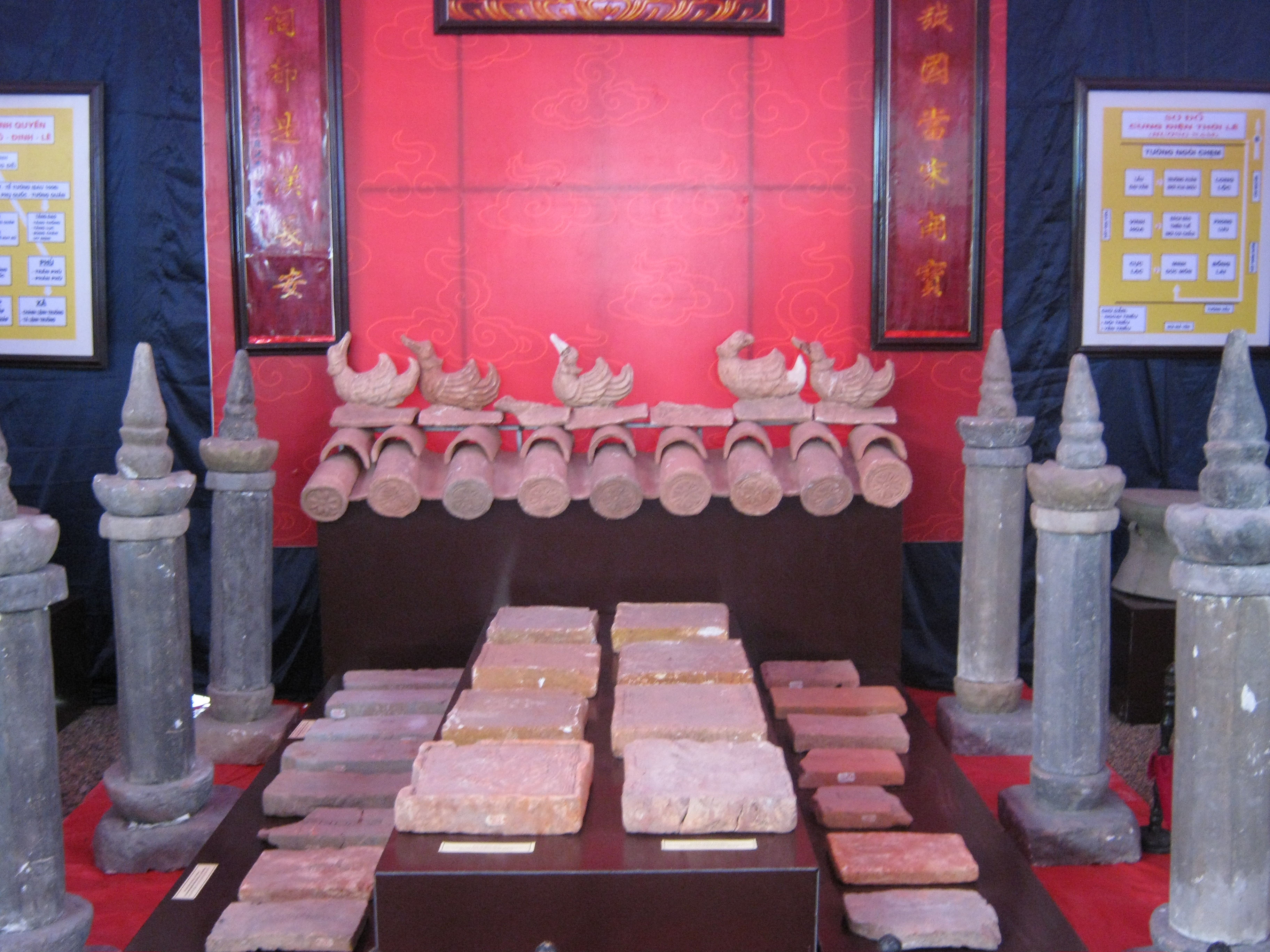
Các cột kinh Đinh Liễn và gạch xây thành, gạch lát nền, ngói uyên ương thời Đinh - Tiền Lê

## Thời Lý

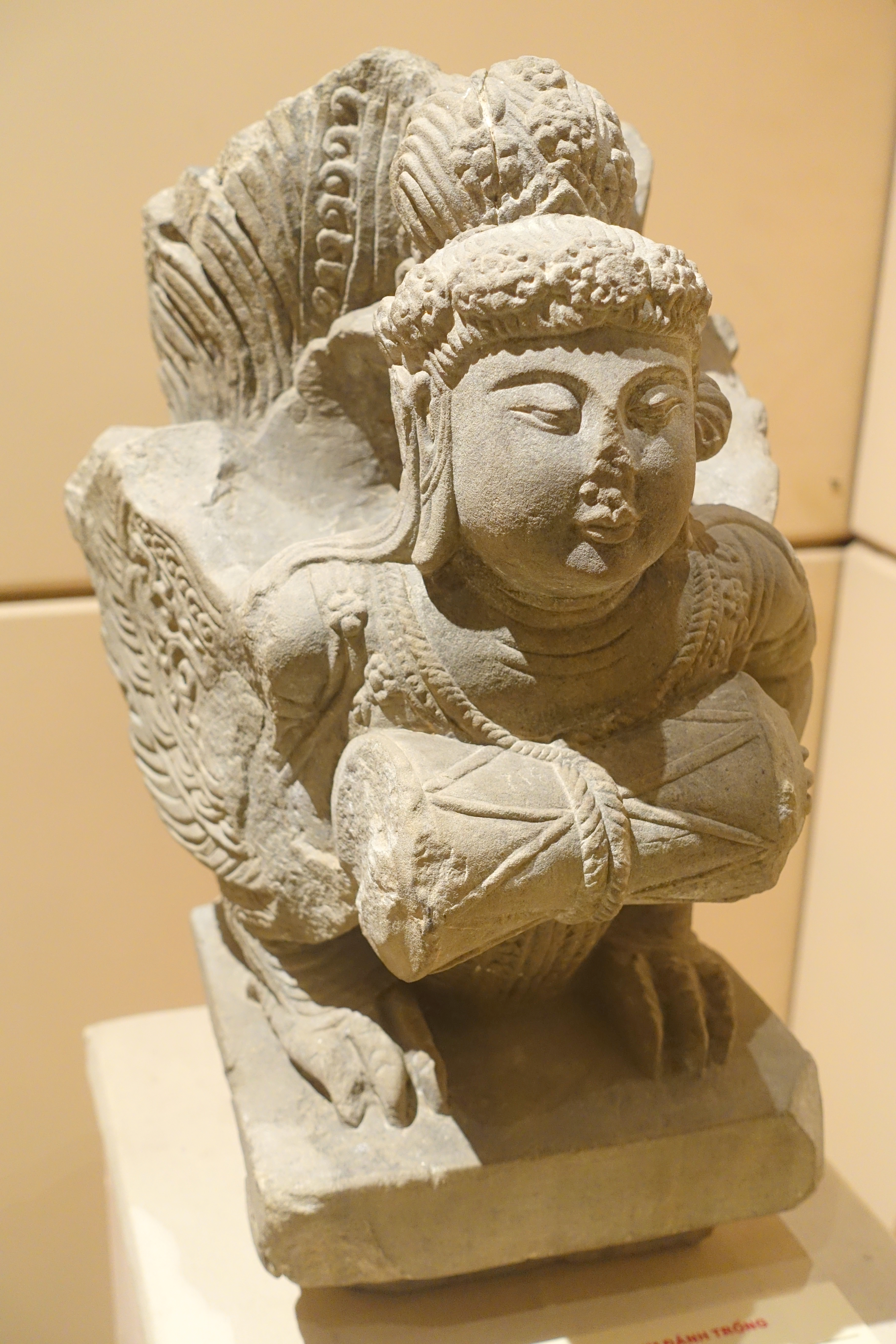
Tượng vũ công đầu người mình chim Kinnara khai quật tại chùa Phật Tích

### Tháp Chương Sơn

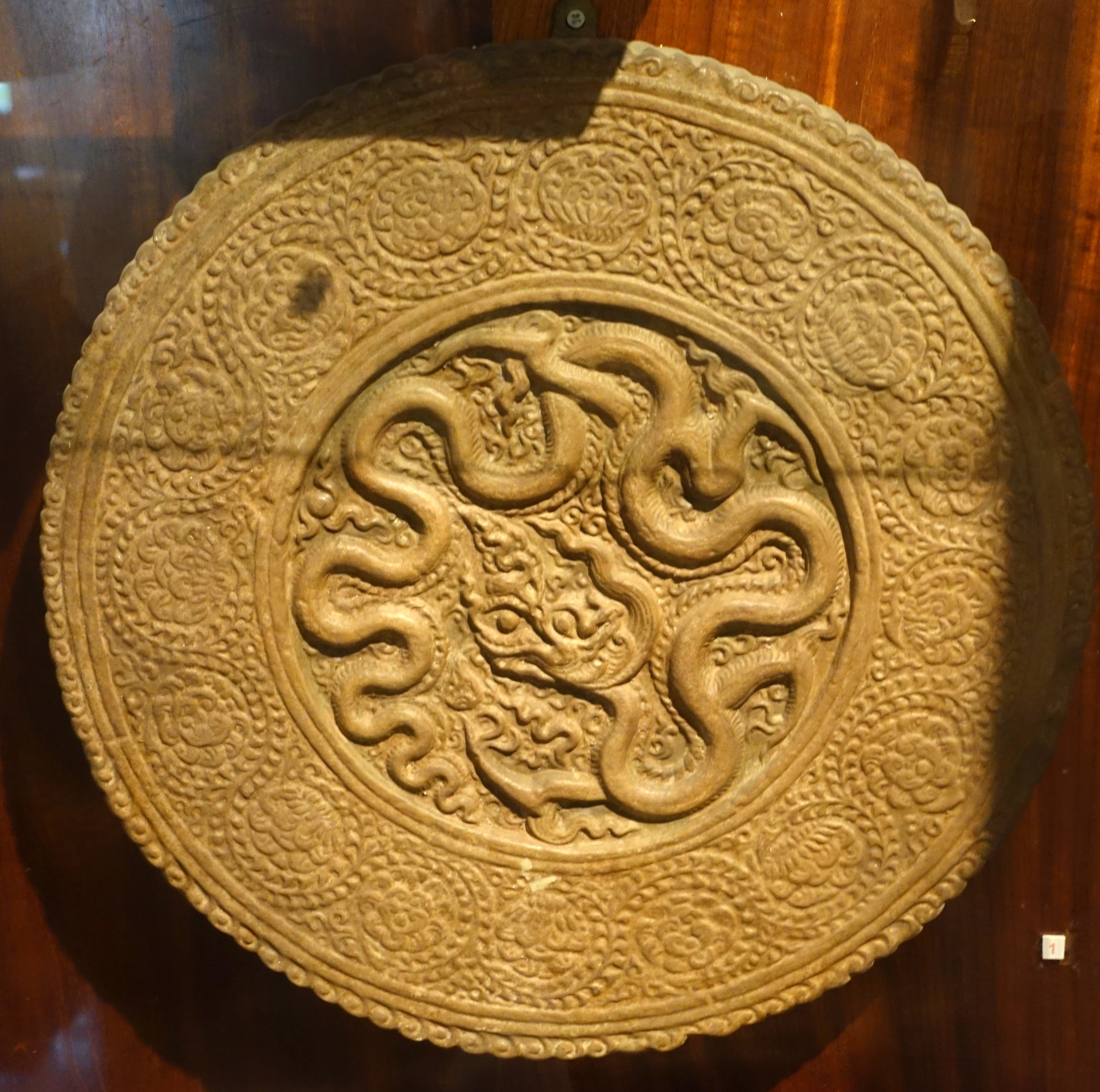
Gạch trang trí hình rồng thời Lý và hoa cúc dây, khai quật tại phế tích tháp Chương Sơn

### Tháp chùa Long Đọi

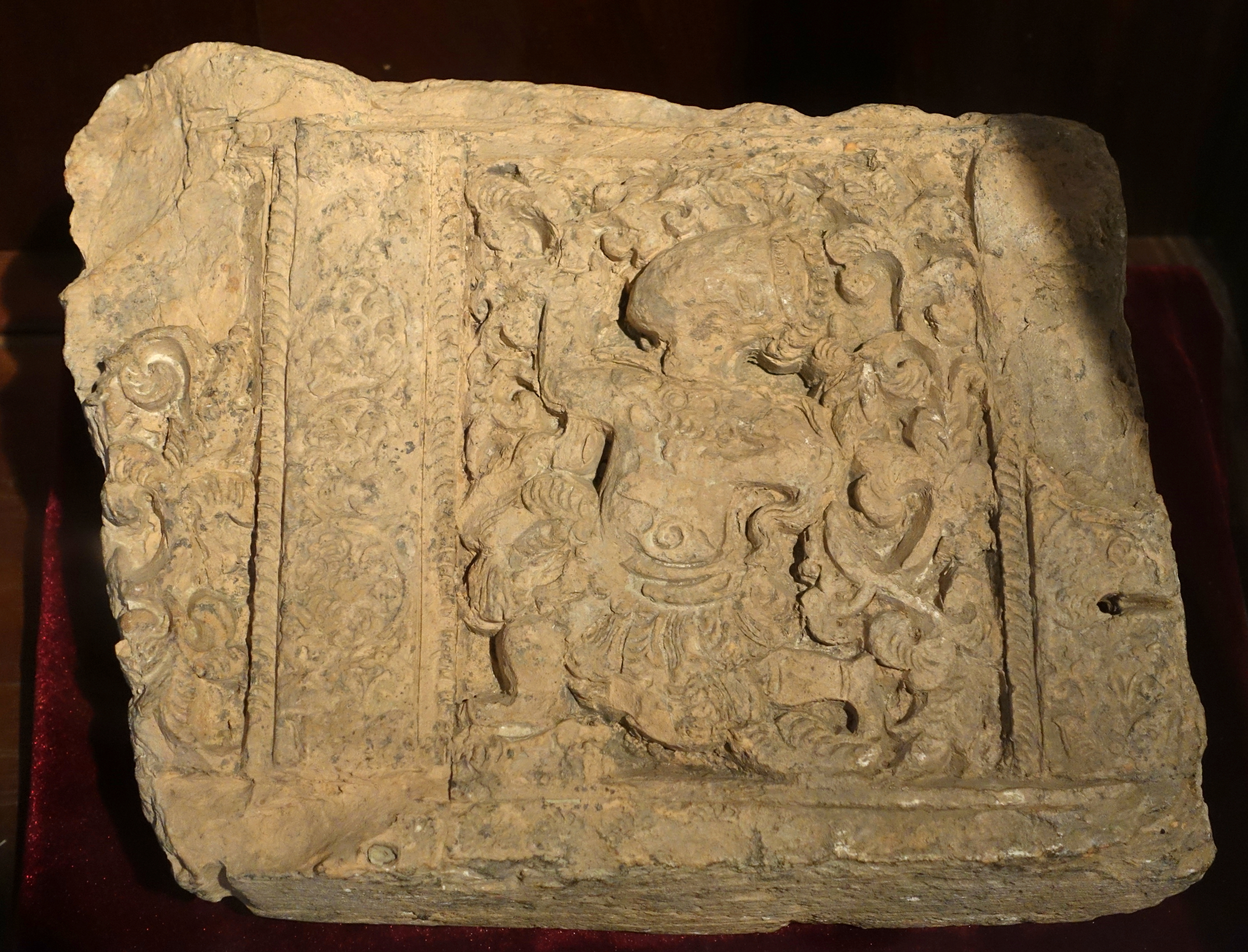
Gạch trang trí hình vũ nữ trên tháp chùa Long Đọi

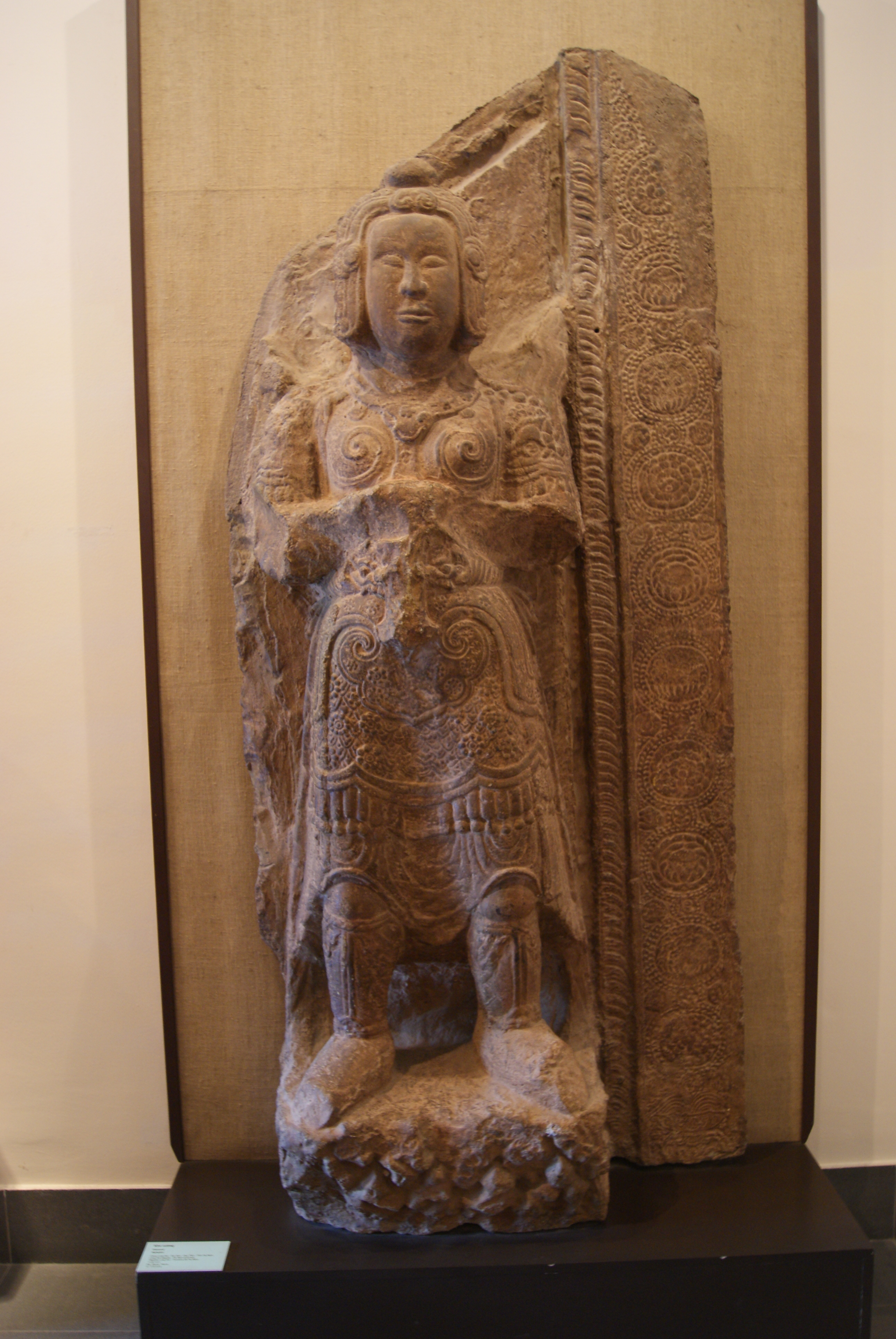
Tượng Bát Bộ Kim Cương vốn đặt trước tháp chùa Long Đọi (phiên bản tại Bảo tàng Mỹ thuật Việt Nam)